# Odlingstjärnen, Lappland
Odlingstjärnen är en sjö i Arvidsjaurs kommun i Lappland och ingår i Byskeälvens huvudavrinningsområde.